# Schottenloher (Familienname)
Schottenloher ist ein deutschsprachiger Familienname.

## Herkunft und Deutung
Nach Hans Bahlow gehört der Familienname Schottenloher zu den Örtlichkeitsnamen. Dies ergibt sich aus dem zweiten Namensteil: loher stammt von Loh ab, was ursprünglich ein Gehölz bezeichnete.

## Verbreitung
Der Familienname Schottenloher wird in den deutschen Telefonregistern etwa sechzigmal erwähnt. Er kommt hauptsächlich in Bayern und dort vor allem im Raum Regensburg vor.

## Bekannte Namensträger
- Karl Schottenloher (1878–1954), deutscher Bibliothekar an der Bayerischen Staatsbibliothek in München, Erforscher der Buchgeschichte
- Rudolf Schottenloher (1911–1944), Geograph, Assistent von Carl Troll, gefallen in Norwegen, Sohn von Karl Schottenloher
- Waltraud Schottenloher (Pseudonym Dora Dunkl, 1925–1982), deutsch-österreichische Lyrikerin und Schriftstellerin
- Martin Schottenloher (* 1944), deutscher Mathematiker, Professor an der Ludwig-Maximilians-Universität München, Sohn von Rudolf Schottenloher
- Gertraud Schottenloher, deutsche Kunsttherapeutin, Professorin an der Akademie der Bildenden Künste München, Tochter von Otto Schottenloher
- Otto Schottenloher (1907–1973), Direktor des Bayerischen Hauptstaatsarchivs, Sohn von Karl Schottenloher

In München ist der Schottenloherweg nach Karl und Rudolf Schottenloher benannt.